# Such a Fun Age
Such a Fun Age is een roman uit 2019 van Kiley Reid. Het is haar debuutroman en werd op 31 december 2019 gepubliceerd door GP Putnam's Sons. Het boek vertelt het verhaal van een jonge zwarte vrouw, die ten onrechte wordt beschuldigd van het ontvoeren van haar oppaskindje, en de gebeurtenissen die daarop volgen. 

## Schrijfproces
Reid begon de roman te schrijven in 2015, toen ze zich aanmeldde voor graduate school, en voltooide het tijdens haar Master of Fine Arts aan de universiteit van Iowa. In deze periode kwamen Freddie Gray en Philando Castile om het leven. Reid zegt dat ze "absoluut geïnspireerd was door de alledaagse terreur", maar dat ze in de roman "gevallen van raciale vooroordelen wilde onderzoeken die niet eindigen in geweld, om op die manier de dingen aan het licht te brengen die we niet op het nieuws zien, maar die wel elke dag gebeuren." Daarnaast is de roman gedeeltelijk geïnspireerd op Reids eigen ervaringen als babysittende twintiger. 

## Verhaal
Alix Chamberlain is een blogger en spreker die van New York naar Philadelphia verhuist, omdat haar man daar als televisiepresentator werkt. Alix neemt Emira Tucker, een 25-jarige Afro-Amerikaanse afgestudeerde, aan als oppas om voor haar 3-jarige dochter Briar te zorgen. Wanneer Alix Emira vraagt Briar mee te nemen naar een plaatselijke supermarkt, wordt Emira door de bewaker van de winkel beschuldigd van het ontvoeren van Briar. Emira legt uit dat ze Briars babysitter is, maar wordt pas vrijgelaten als Briars vader komt opdagen. Het hele incident wordt gefilmd door een omstander, Kelley Copeland. Omdat ze niet wil dat de video uitlekt, laat Emira hem de video naar haar e-mailen en van zijn telefoon verwijderen. 
Zodra Alix hoort wat er is gebeurd, is ze geschokt. Ze probeert hierna Emira beter te behandelen en biedt haar een hoger salaris aan. Ondertussen komt Emira Kelley weer tegen, waarna de twee beginnen te daten. Die Thanksgiving nodigt Alix haar en Kelley uit voor een etentje. Wanneer de elkaar ontmoeten, blijkt dat Alix Kelley's vriendin op de middelbare school was. Later vertelt Kelley aan Emira dat Alix racistisch is en er indirect voor heeft gezorgd dat de studiebeurs van een zwarte medestudent werd geannuleerd. 
Emira blijft bij de Chamberlains werken. Alix vertelt Emira dat Kelley racistisch is en alleen maar zwarte vrienden heeft, om interessant te worden gevonden. Vastbesloten om te laten zien dat ze de belangen van Emira hoog in het vaandel heeft, bekijkt Alix stiekem de e-mails van Emira en lekt vervolgens de video van het incident in de supermarkt. Tot shock van Emira gaat het viraal. Omdat ze denkt dat Kelley de video heeft gelekt, maakt ze het uit met hem. Alix troost haar en biedt haar een fulltime baan aan als Briars oppas, die ze accepteert. Alix regelt ook een interview op de lokale televisiezender, met Emira en haarzelf. 
Een paar minuten voor het interview ontdekt Emira dat Alix de video heeft gelekt. Tijdens het live interview brengt Emira Alix in verlegenheid, door dezelfde zin tegen haar te zeggen, die Kelley jaren geleden had gebruikt om het met Alix uit te maken. Wanneer Alix haar confronteert, zegt Emira dat ze een slechte moeder is en dat ze ontslag neemt. Nadat hij het interview heeft gezien, probeert Kelley contact op te nemen met Emira, maar ze reageert niet. 
Jaren later begint Emira aan een baan als administratief medewerker. Ze ziet Kelley met zijn nieuwe zwarte vriendin en mevrouw Chamberlain met Briar, die ondertussen flink is gegroeid, maar benadert ze niet. Zelfs als dertiger vraagt Emira zich nog af wat ze heeft geleerd van haar tijd als oppas bij de Chamberlains. 

## Publicatie
De roman werd op 31 december 2019 als hardcover en paperback gepubliceerd door GP Putnam's Sons. Het boek werd op 7 januari 2020 in hardcover gepubliceerd door Bloomsbury Circus, een onderdeel van Bloomsbury Publishing. 
De roman kwam binnen op nummer drie op de Hardcover Fiction bestsellerlijst van The New York Times. 

## Thema's
Such a Fun Age behandelt de thema's interraciale relaties, privilege, millennial angst en rijkdom. Reid ondervraagt de tropen van de witte redder en onbewust racisme in het dagelijks leven. Doorheen de hele roman gaan de witte personages ervan uit dat ze weten wat het beste is voor het hoofdpersonage, zonder ooit iets aan haar te vragen of vanuit haar perspectief te zien. De roman hekelt wat wordt beschreven als 'het witte streven naar woke zijn', door de twee belangrijkste blanke personages hun relaties met Emira te laten gebruiken als het strijdtoneel waarmee ze hun raciale bewustzijn willen bewijzen. Reid heeft gezegd dat ze haar personages niet als inherent slecht beschouwd. Juist het omgekeerde, dat ze 'heel graag wilden helpen, maar dat ze aan mentale gymnastiek deden om zo de kapotte systemen te negeren die mensen in eerste instantie in deze situatie hebben geplaatst'. 
De roman gaat ook in op de angst van millennials met betrekking tot werkzekerheid en carrièrekeuzes. Doorheen het boek maakt Emira zich vooral zorgen  over het vinden van een vaste baan, aangezien ze op 26-jarige leeftijd niet meer aangesloten zal zijn bij de ziektekostenverzekering van haar ouders. Terwijl ze blijft werken als oppas, begint haar vriendengroep vooruit te gaan in hun carrière, wat haar verlangen naar "een echte baan voor volwassenen" versterkt, waar volgens haar en haar vrienden babysitten niet onder valt. In de context van Emiras werk gaat de roman ook in op emotionele arbeid en transactionele relaties. Reid verklaarde in een interview dat "de geschiedenis van zwarte vrouwen die voor witte kinderen zorgen voorop staat [in het boek]. Het een zeer belangrijke baan, met hoge belangen en zeer weinig ruimte voor fouten - maar ook een 13-jarige zou het kunnen doen". 

## Ontvangst
De roman werd goed ontvangen door critici, die de actuele thema's, authentieke dialoog en geloofwaardige personages prezen. Sara Collins van The Guardian gaf de roman een lovende recensie. Ze noemde het "het visitekaartje van een virtuoos talent" en schreef dat het "vakkundig rasgerelateerde verkenningen samenbrengt met scherpzinnige overpeinzingen over vriendschap, moederschap, huwelijk, liefde en meer."  Het ontving ook lof van Kirkus Reviews  en Publishers Weekly, waarbij de laatste het beschreef als een "genuanceerd portret van een jonge zwarte vrouw die worstelt om zichzelf te onderscheiden van de blanke mensen in haar leven die maar al te graag willen spreken en handelen namens haar." 
Hephzibah Anderson van The Observer was kritiek op de karakterontwikkeling van Alix Chamberlain en het plot van de roman omdat het "[afhing] van een ongelooflijk toeval" maar noemde het desalniettemin een "kraakdebuut" en schreef dat "Reid met een vertrouwen en verve schrijft die leiden tot magnetisch proza." De Boston Globe was het daarmee eens en merkte op dat de tweede helft van de roman gebaseerd was op een "gekunsteld" toeval, maar "zodra je meegaat op het het pad  dat Reid kiest, ze behendig de spanning verhoogt en de personages altijd geloofwaardig zijn." 
Lauren Christensen van The New York Times Book Review gaf de roman een gemengde recensie, waarin hij kritiek had op de "vele fouten in geloofwaardigheid" van het plot en op Reid's "meeslepende volkstaal". 

## Bron
Dit artikel of een eerdere versie ervan is een (gedeeltelijke) vertaling van het artikel Such a Fun Age op de Engelstalige Wikipedia, dat onder de licentie Creative Commons Naamsvermelding/Gelijk delen valt. Zie de bewerkingsgeschiedenis aldaar.